# Saint-Julien-aux-Bois
 Saint-Julien-aux-Bois  là một xã thuộc tỉnh Corrèze trong vùng Nouvelle-Aquitaine miền trung Pháp.